# Muka
Muka is een bestuurslaag in het regentschap Cianjur van de provincie West-Java, Indonesië. Muka telt 18.855 inwoners (volkstelling 2010).